# Bouleternère
Bouleternère (în catalană Bulaternera) este o comună în departamentul Pyrénées-Orientales din sudul Franței. În 2009 avea o populație de 817 de locuitori.

## Evoluția populației
| An        | 1975 | 1982 | 1990 | 1999 | 2006 | 2009 |
| --------- | ---- | ---- | ---- | ---- | ---- | ---- |
| Populație | 739  | 728  | 625  | 643  | 760  | 817  |